# Pentatonix

Пентатонікс (Pentatonix)   — американська акапельна група, яка з'явилася в 2011 році в Арлінгтоні, штат Техас. Група складається з п'яти вокалістів: Скотт Хоїнг (баритон), Мітч Грассі (тенор), Кірстін Мальдонадо (меццо-сопрано), Метт Саллі (бас) і Кевін Олусола (бітбокс). Колишній учасник Аві Каплан залишив групу у 2017 році. Pentatonix славиться своїми аранжуваннями в стилі поп, басовими партіями, рифами, вокальною перкусією та бітбоксом. Вони створюють кавер-версії сучасних поп-творів та різдвяних пісень, іноді у вигляді попурі, разом з оригінальним матеріалом. Вигравши третій сезон конкурсу «The Sing-Off», група отримала 200.000 $, а також контракт із звукозаписною компанією Sony.
Коли Sony Epic Records залишила групу після «The Sing-Off», група створила свій канал на YouTube, поширюючи свою музику через Madison Gate Records, лейбл, що належить Sony Pictures. Їхній канал YouTube наразі має понад 19 мільйонів підписників і понад 5 мільярдів переглядів.
Pentatonix вже випустив 17 альбомів і організувала численну кількість тур-поїздок на їх підтримку. У перший же тиждень після випуску свого дебютного альбому «PTX Vol.1» було продано 20 000 копій.. Також вони мають платиновий альбом «A Pentatonix Christmas» Найвідомішим став кавер пісні «Hallelujah», що має 573 мільйони переглядів на Youtube станом на листопад 2020 року. Дуже гарним є їх аранжування української різдвяної мелодії «Щедрик», що здобула світову популярність завдяки композиторові Миколі Леонтовичу і яка відома в англомовному світі як «Колядка дзвонів» (англ. Carol of the Bells, Ukrainian Bell Carol, Ukrainian Carol).

## Історія заснування
Pentatonix започаткували Кірстін Мальдонадо (народилася 16 березня 1992), Мітч Грассі (народився 24 червня 1992) і Скот Хоїнг (народився 17 вересня 1991), що були однокласниками в Martin High School у штаті Техас, Арлінгтон.. Для місцевого конкурсу радіошоу, щоб зустріти акторів телесеріалу Хор, вони організували та подали тріо -версію "Telephone, " хітової пісні Lady Gaga з участю Beyoncé. Незважаючи на поразку в конкурсі, їхній спів привернув увагу школи, і вони почали виступати. Їхня версія «Telephone» згодом привернула увагу на YouTube..
Хоїнг і Мальдонадо закінчили середню школу Martin High School у 2010 році, Грассі — у 2011 році. Хоїнг поїхав до Університету Південної Каліфорнії (USC), щоб здобути ступінь у галузі популярної музики, тоді як Мальдонадо вивчала театральну музику в університеті Оклахоми.. Перебуваючи в USC, Скотт Хоїнг приєднався до а капелла групи під назвою SoCal VoCals. Він дізнався про The Sing-Off від іншого учасника групи, Бена Брема (також їх аранжувальника, продюсера та звукорежисера), і йому було
запропоновано прослуховування в шоу. Він переконав Мальдонадо і Грассі приєднатися до нього, але Брем запропонував мати баса і бітбоксера, аби підтримати групу. Через спільного друга Хоїнг познайомився з Аві Каплан (народився 17 квітня 1989 р.), Відомим вокальним басом у спільноті a cappella. Потім тріо знайшло Кевіна Олусола (народився 5 жовтня 1988 р.) на YouTube, де одне з його відео, в якому він одночасно бітбоксував та грав на віолончелі (називалося «celloboxing»), стало вірусним. Олусола народився в Owensboro, Kentucky, і закінчив медичний факультет Єльського університету (Yale University)..
Група зустрілася за день до початку прослуховувань третього сезону The Sing-Off. Pentatonix успішно пройшла прослуховування для участі в шоу і врешті-решт виграла титул 2011 року (третій сезон).
Pentatonix, як запропонував Скотт Хоїнг, названий на честь пентатонічної шкали (пентатоніка), музичної гами або музичного ладу з п'ятьма нотами на октаву, що представляє п'ятьох учасників групи. Останню букву вони замінили на «х», щоб зробити її більш привабливою. Квінтет отримує свій вплив від попмузики, дабстепу, електро, регі, хіп-хопу і класичної музики.

## Початок кар'єри
The Sing-Off (2011)
Головна стаття: The Sing-Off (season 3)

Pentatonix виконали наступні пісні на  The Sing Off . Група не виступала в 1 і 3 епізодах.
| Епізод      | Тема             | Обрана пісня                                                     | Виконавець (творець)                     |
| ----------- | ---------------- | ---------------------------------------------------------------- | ---------------------------------------- |
| 2           | Пісні (символи)  | «E.T.»                                                           | Кеті Перрі                               |
| 4           | Поточні хіти     | «Your Love Is My Drug»                                           | Ke$ha                                    |
| 4           | Найкращі 1960-х  | «Piece of My Heart»                                              | Erma Franklin (credited to Janis Joplin) |
| 5           | Guilty Pleasures | «Video Killed the Radio Star»                                    | The Buggles                              |
| 6           | Хіп-хоп          | «Love Lockdown»                                                  | Каньє Вест                               |
| 7           | Мікс суперзірок  | Мікс «Oops!... I Did It Again», «Toxic» and «Hold It Against Me» | Брітні Спірс                             |
| 8           | Класичний рок    | «Born to Be Wild»                                                | Steppenwolf                              |
| 8           | Хіти країни      | «Stuck Like Glue»                                                | Sugarland                                |
| 9           | R&B              | «OMG»                                                            | Usher (featuring will.i.am)              |
| 9           | R&B              | «Let's Get It On»                                                | Marvin Gaye                              |
| 10          | Супермікс        | «Forget You» / «Since U Been Gone»                               | Cee Lo Green / Келлі Кларксон            |
| 10          | Вибір суддів     | «Dog Days Are Over»                                              | Florence and the Machine                 |
| 11 (Finale) | Перший виступ    | «Without You»                                                    | David Guetta (feat. Usher)               |
| 11 (Finale) | Другий виступ    | «Give Me Just One Night (Una Noche)»                             | 98 Degrees (співала з Nick Lachey)       |
| 11 (Finale) | Переможна пісня  | «Eye of the Tiger»                                               | Survivor                                 |

## Альбоми

### PTX Vol. 1таPTXMas(2011–13)
Головні статті: PTX, Volume 1 і PTXmas
Скотт Хоїнг та Кірсті Мальдонадо покинули коледж у надії виграти «The Sing-Off», а Мітч Грассі пропустив випускний вечір заради прослуховування для шоу. Після здобуття перемоги всі учасники переїхали до Лос-Анджелеса, щоб продовжити кар'єру як виконавці звукозапису. Головною метою групи було стати першою а капелла групою того часу.
У січні 2012 року, підписавши контракт з лейблом, що належить Sony Pictures, Madison Gate Records, група почала працювати над своїм першим альбомом з продюсером Беном Бремом. За цей шестимісячний період збирання каверів та написання оригіналів Pentatonix випустив на YouTube кавери як на популярні, так і на класичні пісні. В інтерв'ю учасники згадують, що це був спосіб залишатися актуальним для своєї аудиторії, яка отримала задоволення від їхньої роботи над «The Sing-Off» і на додаток завоювати серця нових шанувальників. Майже всі їх обкладинки, включаючи «Somebody That I Used to Know» від Gotye з участю Kimbra, «Gangnam Style» від PSY і «We Are Young» від Fun (band), стали вірусними на YouTube.

Їх перший розширений альбом PTX, Volume 1 вийшов 26 червня 2012 року, потрапивши на 14 місце в чарті США Billboard 200 і на 5 місце на цифровій діаграмі. За перший тиждень випуску було продано 20 000 примірників. Група просувала альбом через виступи у пресі в Access Hollywood, VH1 The Buzz, Marie та місцевих телевізійних шоу. Pentatonix також були представлені в китайській версії The Sing-Off як гості, де Кевін продемонстрував своє володіння в Mandarin. Восени 2012 року Pentatonix розпочав свій перший національний хедлайнерський тур. Усі квитки були розпродані. Загалом було охоплено 30 міст.
Група випустила свій різдвяний альбом PTXmas 13 листопада 2012 р.. Наступного дня група випустила своє відео оригінального аранжування «Carol of the Bells». Pentatonix виступив на попередньому показі «Coca-Cola Red Carpet LIVE! @ The 2012 American Music Awards» 18 листопада, Голлівудському різдвяному параді та «94.7 THE WAVE Christmas Concert Starring Dave Koz and Kenny Loggins» 16 грудня. Група також була представлена гостями у Katie Couric (ABC), Home and Family (Hallmark), The Tonight Show with Jay Leno, and Big D NYE. Вебсайт Ryan Seacrest назвав Pentatonix 2012 «Найпопулярнішим виконавцем року» за їх експансивне зростання в Інтернеті всього за один рік. Різдвяний альбом був перевиданий 19 листопада 2013 року як видання deluxe, що містить два додаткові треки. Один із них, «Little Drummer Boy», потрапив до кількох категорій Billboard (Billboard charts), включаючи друге місце в чарті «Streaming Songs» та перше місце у чарті «Holiday 100», який отримав ряд нагород Billboard (Billboard (magazine)). PTXmas знову з'явився у чартах Billboard у листопаді 2014 року, посівши 24 місце у Billboard 200 та 4 місце у святкових чартах (Holiday charts), надавши Pentatonix три альбоми на Billboard 200 одночасно. У чартах Білборд (часопис) на кінець 2014 року PTXmas посів 8 місце в каталозі альбомів (Catalogue Albums) і 119 місце в рейтингу Top Billboard 200 альбомів, з рейтингованим 46 місцем в чарті Top Billboard 200 виконавців. Станом на 24 грудня 2014 року було продано 356 000 примірників PTXmas.

### PTX Vol. II(2013–14)
Головні статті: PTX, Vol. II і PTX, Vols. 1 & 2

Група вирушила у свій другий національний хедлайнерський тур з 24 січня 2013 року по 11 травня 2013 року і одночасно написала додатковий оригінальний матеріал для свого другого розширеного прейлисту PTX, Vol. II. 20 серпня 2013 року група випустила перший сингл, кавер на пісню «Can't Hold Us» Мекльмора та Райана Льюїса, на сьогоднішній день налічує понад 100 мільйонів переглядів. У листопаді 2013 року на шоу «The Ellen DeGeneres Show» група виконувала пісні з альбому PTX, Vol. II після успішного поєднання «The Evolution of Beyoncé» на YouTube. Того тижня гурт був представлений на «Around the World with Diane Sawyer» і був названий «Особами тижня».
У березні 2013 року Pentatonix та скрипалька Ліндсі Стірлінг випустили кавер на пісню Imagine Dragons «Radioactive», та здобули нагороду «Відповідь року» на YouTube Music Awards.. У липні того ж року разом з конкурсантом American Idol та колегою з Арлінгтона (Тодріком Холом) випустили «The Wizard of Ahhhs», де зібрано кілька пісень для створення однієї пісні. Музичне відео слідує історії фільму 1939 року «Чарівник з країни Оз» з митцями, що виконували численні головні ролі.
PTX Vol. II вийшов 5 листопада 2013 року разом з їхнім другим альбомом на YouTube: мікс пісень Daft Punk. Відео стало вірусним, за перший тиждень зібрало понад десять мільйонів переглядів, а станом на жовтень 2021 року — понад 354 мільйонів переглядів. Пізніше цей мікс був номінований і виграв премію «Греммі» за найкраще інструментальне аранжування (або а капеллу) 57-ї премії Греммі. PTX, Vol. II дебютував на десятому місці Billboard 200 і на першому місці в хіт-парадах Independent, продавши 31 000 примірників за перший тиждень. Пізніше 18 листопада 2013 року Pentatonix перевидав deluxe версію PTXmas з двома новими треками «Little Drummer Boy» та «Go Tell It On The Mountain». Їх відео «Little Drummer Boy» на YouTube, опубліковане наприкінці листопада, зібрало більше десяти мільйонів переглядів за перший тиждень і досягло десятого місця в чартах найкращих пісень iTunes у всьому світі. Пісня дебютувала і досягла 13-го місця в чарті Billboard Hot 100 за тиждень, що закінчився 21 грудня 2013 року. Станом на жовтень 2021 року відео набрало понад 258 мільйонів переглядів.
У травні 2014 року Pentatonix підписав контракт з RCA Records, «флагманським» лейблом Sony Music Entertainment. 30 липня, через новий лейбл, група випустила свій перший офіційний альбом PTX, Vols. 1 & 2 в Японії, що містить усі пісні з їхніх двох одноіменних розширених плейлистів та чотирьох додаткових треків, раніше виданих як сингли. Він вийшов в Австралії 15 серпня і на Філіппінах 26 вересня.

### PTX Vol. IIIтаThat's Christmas to Me(2014)
Головні статті: PTX, Vol. III і That's Christmas to Me
7 серпня 2014 року Pentatonix оголосив, що їх третій плейлист PTX, Vol. III вийде 23 вересня 2014 р.. PTX, Vol. III було подано на попереднє замовлення в iTunes 11 серпня 2014 р. і включало завантаження двох треків: «Problem» та «La La Latch». PTX Vol. III дебютував під № 5 на Billboard 200.
У серпні група також презентувала другий повноформатний різдвяний альбом That's Christmas to Me. Назва цього альбому ідентична до назви треку, оригінальної пісні, автором якої є Pentatonix. Альбом вийшов 21 жовтня 2014 року і досяг 2-го місця в «Billboard» 200, і № 4 в чарті Billboard Canadian Albums. Сингл з альбому, обкладинка групи «Mary, Did You Know?» дебютував і досяг піку в чарті «Billboard» Hot 100 під номером 26, і № 7 в Білборд (часопис) Adult Contemporary chart, і № 44 в Білборд (часопис) чарті Canadian Hot 100. Інший сингл «That's Christmas To Me», що є заголовком альбому, також досяг номеру 8 у Billboard чарті Adult Contemporary.
Також Pentatonix першим очолив одночасно і альбом Holiday Albums, і Holiday Songs charts з моменту запуску Holiday 100 у вигляді багатометричної таблиці у грудні 2011 року. Альбом групи отримав найвищий рейтинг у Holiday album з 1962 року.
Протягом «holiday season» 7 пісень із альбому It's Christmas to Me потрапили до чарту Billboard у категорії «Holiday Digital Songs». 10 грудня 2014 року That's Christmas to Me був сертифікований золотом американською асоціацією компаній звукозапису. 24 грудня 2014 року альбом був сертифікований як платиновий. До кінця року (31 грудня 2014 року) Billboard повідомив, що альбом досяг у цілому 1,14 мільйона проданих копій, що стало четвертим найпродаванішим альбомом 2014 року будь-яким виконавцем будь-якого жанру (не перевершивши лише Тейлор Свіфт «1989», the «Frozen Soundtrack» і Сем Сміт «In the Lonely Hour») і став найпопулярнішим святковим альбомом (Top Selling Holiday Album) 2014 року. 11 лютого 2016 року альбом був сертифікований як подвійно платиновий (Double Platinum).

### Одноіменний альбомPentatonix,A Pentatonix ChristmasтаPTX, Vol. IV(2015—2017)
Головні статті: Pentatonix (album), A Pentatonix Christmas, PTX, Vol. IV – Classics
Наприкінці грудня Scott Hoying заявив, що 2015 року Pentatonix випускатиме лише оригінальну (власну) музику. Також сказав: «Зараз ми (ред. Pentatonix) знаходимося на тому етапі нашої кар'єри, коли ми повинні перейти до оригінальної музики, і ми хочемо цього; ми маємо так багато чого сказати і, я думаю, що це буде справжня подорож».
28 серпня 2015 року Pentatonix оголосив у соціальних мережах, що 16 жовтня 2015 року вийде однойменний альбом «Pentatonix», третій повноформатний альбом групи та перший альбом, створений переважно з оригінальної музики.
4 вересня 2015 року Pentatonix випустив «Can't Sleep Love» — перший сингл з майбутнього альбому Pentatonix. Потім, через 2 тижні, 18 вересня 2015 року, вийшла друга версія за участю Tink. 9 жовтня 2015 року Pentatonix випустили свій другий сингл, кавер на пісню Джека Ü та Джастіна Бібера «Where Are Ü Now». Альбом вийшов на один день раніше як несподіваний подарунок їхнім шанувальникам. Того ж дня Pentatonix випустили свій третій сингл «Sing».
Альбом дебютував під номером 1 у американському Billboard 200. У США продаж альбому стартував з 98 000 копій (88 000 у чистому продажі). 8 лютого 2016 року альбом отримав золотий сертифікат.
14 квітня 2016 року вийшло музичне відео на кавер пісні «If I Ever Fall In Love» Pentatonix з Джейсоном Деруло з гурту Shai. У серпні 2016 року також вийшло музичне відео Pentatonix «Perfume Medley», поєднання пісень японської жіночої групи Perfume. Композиція складалася з пісень «Spending All My Time», «Pick Me Up», «Chocolate Disco» і «Polyrhythm».
Їхній другий повноформатний різдвяний альбом під назвою A Pentatonix Christmas вийшов 21 жовтня 2016 року. Він містить 11 пісень, у тому числі дві оригінальні «The Christmas Sing-Along» і «Good to Be Bad». Він дебютував на Billboard 200 на третьому місці з 52 000 проданих копій альбому за перший тиждень, а потім досяг першого місця. Альбом також дебютував на вершині чарту «Billboard» Holiday Albums, ставши другим № 1 у цьому чарті після «That's Christmas to Me».
Їх п'ятий альбом PTX, Vol. IV – Classics вийшов 7 квітня 2017 року. Він ознаменував відхід від типового звучання групи та зосередження у каверах на рок, блюз, кантрі та старішій попмузиці.

### АльбомиTop Pop, Vol. I,Christmas Is Here!таThe Best of Pentatonix Christmas(2017—2019) за участю нового учасника групи
У травні 2017 року у відео гурт оголосив, що Аві Каплан покине групу після їхнього майбутнього туру. Розрив був дружнім, а причиною була нездатність Аві дотримуватись усіх гастрольних вимог групи та впоратися з віддаленістю від своєї родини. 31 липня група випустила сингл «Dancing On My Own», кавер на пісню Робін, їхній перший реліз без Каплан (хоча на той час він все ще був учасником, оскільки тур тривав). Замість бас-вокаліста Олусола у пісні використав віолончель. Останній концерт Каплан у складі Pentatonix відбувся 3 вересня 2017 року в Ессекс-Джанкшен, Вермонт. 13 жовтня Хоуінг представив Мета Саллі як нового бас-вокаліста групи. Першими офіційними релізами гурту з Саллі були пісні з deluxe видання A Pentatonix Christmas, яке вийшло 27 листопада 2017 року. Саллі є також представленим на їхній кавер-версії пісні Camila Cabello «Havana», який вийшов як сингл з їхнього альбому Top Pop Vol. I 23 лютого 2018 року.
27 лютого 2018 року група оголосила у своїх соціальних мережах про майбутній випуск нового альбому під назвою PTX Presents: Top Pop, Vol. I 13 квітня 2018 року, після чого влітку відбудеться тур. Це був їхній перший альбом із Саллі. Йому передували три сингли: кавер на «Havana», поєднання пісень Dua Lipa «New Rules» і Aaliyah «Are You That Somebody?» під назвою «New Rules x Are You That Somebody?», яку вони випустили разом із відео 9 березня та кавер на пісню Charlie Puth «Attention», яку вони випустили разом із відео 23 березня.
20 вересня 2018 року група анонсувала свій третій повноформатний святковий альбом під назвою Christmas Is Here!, який вийде 26 жовтня того ж року, та «The Christmas Is Here! Тур» для супроводу альбому. Вони також анонсували перший сингл з альбому, кавер на «Making Christmas» з «The Nightmare Before Christmas», який вийшов 28 вересня. Альбом вийшов 26 жовтня 2018 року.
25 жовтня 2019 року Pentatonix випустив свій найновіший різдвяний альбом, збірку найкращих хітів під назвою The Best of Pentatonix Christmas. До нього входять переважно старіші пісні, а також деякі нові, наприклад кавер «You're a Mean One, Mr. Grinch», за участю Саллі як головного виконавця.

### At Home,We Need a Little ChristmasтаThe Lucky Ones(2020—2021)
26 червня 2020 року група випустила ще один альбом «At Home», який містить п'ять нових каверів, а також поєднання з 13 пісень. Загалом 6 треків. Альбом містить кавери Pentatonix на Billie Eilish «When the Party's Over», Dua Lipa «Break My Heart», the Cranberries «Dreams», The Weeknd «Blinding Lights» та Clean Bandit «Cologne». Кожен учасник групи записав свої частини аранжування за своїх домівок, оскільки їм довелося перебувати на карантині через пандемію COVID-19.
13 листопада 2020 року група випустила свій четвертий студійний альбом на різдвяну тематику «We Need a Little Christmas». Альбом містить такі хіти, як «Amazing Grace», який вийшов як сингл 25 листопада 2020 року і «12 Days of Christmas». До нього також входить оригінальна пісня «Thank You».
14 серпня 2020 року Pentatonix випустив пісню «Happy Now», свій перший оригінальний сингл за п'ять років і перший із майбутнього оригінального альбому. 14 жовтня Pentatonix випустив пісню «Be My Eyes» і оголосили дату The Lucky Ones, першого повноформатного оригінального альбому з 2015 року, на 12 лютого 2021 року. Як і «At Home» та «We Need a Little Christmas», він був записаний з дому через пандемію. Музичний кліп на «Coffee in Bed» вийшов у той же день, що й альбом. The Lucky Ones отримав загальне визнання критиків. Deluxe версія вийшла 10 вересня 2021 року з такими новими піснями, як «Anchor», «Petals», «Midnight in Tokio» (ft. Glee Monster) тощо.

### Evergreen(2021–сьогодення)
27 вересня 2021 року Pentatonix оголосив про свій п'ятий майбутній різдвяний альбом '«Evergreen» і того ж дня випустили сингл «It's Been a Long, Long Time», a також кавер на пісню «I Just Called To Say I Love You» як сингл. Альбом вийшов 29 жовтня 2021 року і містить 14 треків. Тур до альбому «Pentatonix: The Evergreen Christmas Tour 2021» розпочнеться 27 листопада 2021 року.

## Інше

### Тури
Восени 2012 року відбувся перший національний хедлайнерський тур Pentatonix. Усі квитки було розпродано та охоплено 30 міст. На початку (розігріві) виступу співали Олександр Кардинале та SJ Acoustic Music. Гурт вирушив у свій другий національний тур з 24 січня 2013 року по 11 травня 2013 року і одночасно написав додатковий оригінальний матеріал для свого другого альбому PTX, Vol. II.
У 2014 році Pentatonix здійснив великий тур, який охопив Сполучені Штати, Канаду, Європу та Південно-Східну Азію.
У 2015 році північноамериканський етап свого туру «On My Way Home» Pentatonix розпочав 25 лютого 2015 року в Каліфорнії та завершили в театрі Verizon у Grand Prairie 29 березня. Група розпочала європейське турне в Португалії 9 квітня. Цей європейський етап завершився в Глазго 6 травня. Етап туру в Південно-Східній Азії розпочався в Сеулі, Південна Корея, 28 травня. Останній концерт цього етапу відбувся 16 червня в м. Осака, Японія.
Концерт Келлі Кларксон її Piece by Piece Tour почався виступом Pentatonix. Під час сету Кларксон група виконала «Heartbeat Song» з нею. Через прохання лікаря Кларксон про вокальний відпочинок, тур було скасовано на 15 концертів достроково.
У 2016 році Pentatonix розпочав перший етап свого «Світового туру Pentatonix» з Us The Duo. Тур розпочався 2 квітня 2016 року в Чіба, Японія. Другий етап тривав з 23 травня по 26 червня в Європі, а потім знову в Японії (два концерти в серпні 2016 року). Третій і четвертий етапи туру (в Океанії та Азії відповідно) відбулися у вересні 2016 року, а потім п'ятий етап на півночі Америки з 17 жовтня по 22 листопада 2016 року. Виступи 2017 року розпочалися в травні ще п'ятьма концертами в Японії. Останній етап туру розпочався 2 липня 2017 року в Лос-Анджелесі й продовжився через Сполучені Штати до завершення у Вермонті 3 вересня 2017 року. Останній концерт ознаменував останній виступ Каплана з групою.

### Виступи
У вересні 2012 року Pentatonix були запрошені виконати декілька своїх пісень «Somebody That I Used to Know» від Gotye і «We Are Young» від fun. на китайському виданні Sing-Off. Крім того, вони зробили кавер на пісню покійної тайванської поп-зірки Терези Тенг «Tian Mi Mi».
Pentatonix виступав на The Today Show, The Tonight Show With Jay Leno, The Talk (телесеріали) та Conan (ток-шоу). Група також повернулася до The Sing-Off, виконавши кавер-версію пісні Еллі Голдінг «I Need Your Love» протягом 4 сезону фінального епізоду, який вийшов в ефір 23 грудня 2013 року.
У листопаді 2014 року Баз Лурманн (режисер, продюсер і сценарист) запросив Pentatonix для участі у виставці Holiday Window в Barneys у Нью-Йорку. У кожному «вікні» була така тема, як «кохання», «краса», «правда» і «свобода» з власним саундтреком, записаним Pentatonix. Pentatonix виступили на відкритті, після якого також відбулося «after party» для запрошених гостей.
27 листопада 2014 року Pentatonix взяв участь у щорічному Параді подяки (Macy's Thanksgiving Parade) у Нью-Йорку, виконавши «Santa Claus is Coming to Town» на кораблі Homewood Suites.
Pentatonix також виступив під час щорічного спеціального випуску NBC «Різдво в Рокфеллер-центрі» 3 грудня 2014 року, виконавши «Sleigh Ride» та «Santa Claus is Coming to Town».
Pentatonix повернувся до The Sing-Off, виконавши поєднання пісень із That's Christmas to Me під час святкового спеціального 5 сезону, який вийшов в ефір 17 грудня 2014 року.
7 грудня 2014 року Pentatonix заспівав пісню «That Thing You Do» на вручення премії «Відзнаки Центру Кеннеді» у рамках презентації актора Тома Генкса з фільму Те, що ти робиш!. Серед присутніх були президент Барак Обама з дружиною. Шоу транслювалося на CBS 30 грудня 2014 року.
31 грудня 2014 року Pentatonix з'явився в рамках програми ABC Television Network «Новорічний вечір Діка Кларка з Райаном Сікрестом 2015», виступаючи на «Голлівудській вечірці Billboard», організованій співачкою Ферґі.
У грудні 2014 року Pentatonix був запрошений виступити в останньому епізоді Wetten, dass..?, багаторічного розважального шоу в Німеччині, виконуючи поєднання пісень від виконавців, які були в програмі протягом років.
1 серпня 2019 року Pentatonix грав перед своєю найбільшою в історії публікою (станом на серпень 2019 року) на церемонії закриття 24-го Всесвітнього скаутського джамборі в заповіднику Summit Bechtel в Глен Джин, Західна Вірджинія.
1 вересня 2019 року Pentatonix виступив із дощовим нічним шоу на 173-го ярмароку Кенфілд в окрузі Магонінґ для понад 8000 людей. Це встановило кількість розширених продажів записів для JAC Management Group, LLC з моменту прийняття розважального Canfield Fair.

### Появи й презентації
Учасники групи Pentatonix були ведучими на American Music Awards 2014, представивши виступ Jessie J, Аріани Ґранди та Нікі Мінаж. Група також була представлена у відео «YouTube Rewind 2014» як один із музичних каналів на YouTube з найбільшою кількістю підписок.
Pentatonix був на шоу Disney Channel, «Кей Сі. Під прикриттям» 14 червня 2015 року.
Мальдонадо, Хоїнг і Грассі з'явилися як учасники групи а капелла в телешоу Fox «Кістки», в епізоді «The Strike In the Chord», який вперше вийшов в ефір 19 травня 2016 року.
24 листопада 2016 року вони з'явилися в гостях на The Voice, де заспівали пісню «Jolene» разом із Майлі Сайрусом та авторкою пісні й оригінальною виконавицею Доллі Партон.
14 грудня 2016 року група провела свій перший різдвяний випуск під назвою «A Pentatonix Christmas Special». Годинний спеціальний випуск транслювався на NBC, де виступали Реба Макентайр, Доллі Партон та Келлі Кларксон. NBC також транслював різдвяні випуски Pentatonix у 2017 та 2018 роках.
У грудні 2018 року група з'явилася в гостях на Darci Lynne: My Hometown Christmas.
11 грудня 2018 року вони виконали «Rockin' Around the Christmas Tree» на The Talk (телесеріали).
14 жовтня 2020 року Pentatonix виконала «Higher Love» на 2020 Billboard Music Awards з Келлі Кларксон і Шейлою Е..

### Фільми
Pentatonix зіграв епізодичну роль у фільмі Pitch Perfect 2, що вийшов у травні 2015 року, у ролі канадської команди, яка змагалася з Барденом Белласом. Pentatonix також випустив документальний фільм про подорож групи під назвою «On My Way Home» (на основі однойменної оригінальної пісні з альбому PTX, Vol. III та туру групи 2015 року) 18 червня 2015, який просувавався в соціальних мережах з хештегом #OnMyWayHomeProject.

### Нагороди та номінації
| Рік  | Категорія                                   | Виконання                                                  | Результат | Покликання |
| ---- | ------------------------------------------- | ---------------------------------------------------------- | --------- | ---------- |
| 2017 | Видатне музичне виконання в денній програмі | «God Rest Ye Merry Gentlemen» на Rachael Ray (телесеріали) | Номінація | [ 132 ]    |

| Рік  | Категорія                                                     | Виконання                       | Результат | Покликання |
| ---- | ------------------------------------------------------------- | ------------------------------- | --------- | ---------- |
| 2015 | Найкраще аранжування, інструментальне або акапельне виконання | «Daft Punk»                     | Перемога  | [ 133 ]    |
| 2016 | Найкраще аранжування, інструментальне або акапельне виконання | «Dance of the Sugar Plum Fairy» | Перемога  | [ 134 ]    |
| 2017 | Найкращий дует/групове виконання кантрі                       | «Jolene» (feat. Dolly Parton)   | Перемога  | [ 135 ]    |

| Рік  | Категорія                  | Виконання                      | Результат | Покликання |
| ---- | -------------------------- | ------------------------------ | --------- | ---------- |
| 2014 | Найкраща кавер-пісня       | «Daft Punk»                    | Перемога  | [ 136 ]    |
| 2014 | Найкраща власна пісня      | «Love Again»                   | Номінація | [ 136 ]    |
| 2014 | Кращий музичний виконавець | Pentatonix                     | Номінація | [ 136 ]    |
| 2015 | Найкраща колаборація       | Pentatonix та Lindsey Stirling | Номінація | [ 137 ]    |
| 2015 | Найкраща кавер-пісня       | «Evolution of Michael Jackson» | Номінація | [ 137 ]    |

| Рік  | Категорія      | Виконання                          | Результат | Покликання |
| ---- | -------------- | ---------------------------------- | --------- | ---------- |
| 2013 | Відповідь року | «Radioactive» з (Lindsey Stirling) | Перемога  | [ 138 ]    |
| 2015 | Митець року    | Pentatonix                         | Перемога  | [ 139 ]    |

| Рік  | Категорія                  | Виконання  | Результат | Покликання |
| ---- | -------------------------- | ---------- | --------- | ---------- |
| 2015 | Найкращий музикант YouTube | Pentatonix | Перемога  | [ 140 ]    |

| Рік  | Категорія                      | Виконання              | Результат | Покликання |
| ---- | ------------------------------ | ---------------------- | --------- | ---------- |
| 2015 | Найкращий альбом Billboard 200 | That's Christmas to Me | Номінація | [ 141 ]    |
| 2015 | Найкращий митець Billboard 200 | Pentatonix             | Номінація | [ 142 ]    |

| Рік  | Категорія              | Виконання  | Результат | Покликання |
| ---- | ---------------------- | ---------- | --------- | ---------- |
| 2016 | Улюблена музична група | Pentatonix | Номінація | [ 143 ]    |
| 2017 | Улюблена музична група | Pentatonix | Номінація | [ 144 ]    |

| Рік  | Категорія            | Виконання     | Результат | Покликання |
| ---- | -------------------- | ------------- | --------- | ---------- |
| 2016 | Найкраща кавер-пісня | «Cheerleader» | Номінація | [ 145 ]    |

| Рік  | Категорія           | Виконання                      | Результат | Покликання |
| ---- | ------------------- | ------------------------------ | --------- | ---------- |
| 2016 | Відеоремікси/мешапи | «Evolution of Michael Jackson» | Номінація | [ 146 ]    |

## Дискографія
- 2014 — PTX, Vols. 1 & 2
- 2014 — PTX
- 2014 — That's Christmas to Me
- 2015 — Pentatonix
- 2016 — A Pentatonix Christmas
- 2018 — PTX Presents: Top Pop, Vol. I
- 2018 — Christmas Is Here!
- 2019 — The Best of Pentatonix Christmas
- 2020 — We Need a Little Christmas
- 2021 — The Lucky Ones
- 2021 — Evergreen

## Склад

### Теперішні учасники
- Scott Hoying — баритон, бек-вокал (з 2011)
- Mitch Grassi — тенор, бек-вокал (з 2011)[147]
- Kirstin Maldonado — меццо-сопрано, бек-вокал (з 2011)
- Kevin Olusola — вокальна перкусія, бітбокс, бек-вокал, віолончеліст (з 2011)
- Matt Sallee — бас, бек-вокал (з 2017)

### Колишні учасники
- Avi Kaplan — бас, вокальна перкусія, бек-вокал (2011—2017)

## Концертні тури
- 2012—2014 — тур «VIP»
- 2015 — тур «On My Way Home»
- 2016—2017 — тур «Pentatonix World Tour»
- 2017 — тур «A Pentatonix Christmas Tour»
- 2018 — тур «PTX Summer Tour 2018»
- 2018 — тур «Christmas Is Here»
- 2019—2021 — тур «Pentatonix: The World»
- 2021 — тур «The Evergreen»

 Відкриття 
- 2015 — тур «Piece by Piece» разом з Келлі Кларксон